# Philippe Louviot
Pour les articles homonymes, voir Louviot.
Philippe Louviot, né le 14 mars 1964 à Nogent-sur-Marne, est un coureur cycliste français. Professionnel de 1985 à 1995, il a notamment été champion de France sur route en 1990. Il est un petit-fils de Raymond Louviot, ancien coureur cycliste professionnel de 1931 à 1949.

## Palmarès sur route

### Palmarès amateur
- 1985
  - Ruban granitier breton :
    - Classement général
    - 2e (contre-la-montre par équipes) et 4e étapes

  - Boucles des Yvelines :
    - Classement général
    - 1re et 2e étapes

  - Une étape du Tour de l'Essonne
  - 2e du Tour de l'Essonne
  - 2e du Bol d’or des amateurs

### Palmarès professionnel
- 1986
  - 2eb étape de l'Étoile des Espoirs (contre-la-montre par équipes)
  - 3e du Grand Prix d'Aix-en-Provence
- 1987
  - 2e du Tour de Vendée
- 1988
  - 3e étape du Tour de la Communauté européenne (contre-la-montre)
- 1989
  - 2e des Boucles des Hauts-de-Seine
- 1990
  -  Champion de France sur route
- 1991
  - 2e étape de Paris-Nice (contre-la-montre par équipes)
  - 2e de la Route du Sud
- 1992
  - 2e étape de la Bicyclette basque

## Résultats sur les grands tours

### Tour de France
6 participations
- 1989 : 59e
- 1990 : 47e
- 1991 : 44e
- 1992 : 57e
- 1993 : 64e
- 1994 : 74e

### Tour d'Espagne
2 participations
- 1990 : 48e
- 1995 : abandon (2e étape)

## Palmarès sur piste

### Championnats de France
- 1984
  - 2e de la poursuite amateurs
- 1985
  -  Champion de France de poursuite par équipes
  - 3e de la poursuite

### Championnats régionaux
- 1984
  - Champion d'Île-de-France de poursuite